# Leland Bardwell
Leland Bardwell, Geburtsname Leland Hone (* 25. Februar 1922 in Chennai, früher Madras, Indien; † 28. Juni 2016 in Sligo), war eine zeitgenössische irische Schriftstellerin.

## Leben
Die Tochter irischer Protestanten wurde 1922 in Indien geboren, wuchs jedoch seit 1924 in Leixlip im irischen County Kildare auf. Unter dem ständigen feindseligen Blick ihrer Mutter und der Zurücksetzung hinter ihre älteren Geschwister Noll und Paloma begann das eingeschüchterte Mädchen bereits in jungen Jahren zu rebellieren. Zusammen mit ihrer Schwester wurde sie zunächst von einer verarmten Cousine unterrichtet, während der Bruder ein Internat besuchte. Leland streunte mit ihren Hunden über die Felder, sang Lieder, verfasste Gedichte und klaute dem Vater Geld, um zu rauchen. Als schließlich auch ihre Schwester Paloma auf eine reguläre Schule gehen durfte, wurde Leland zu einer Familie geschickt, um mit deren Tochter am Hausunterricht teilzunehmen. Sie war eine gute Schülerin, die gerne schrieb, sich aber immer wieder danebenbenahm und deshalb heimgeschickt wurde. Schnell wurde dieses Vagabundendasein zum Muster ihrer gesamten Existenz. Nach ein paar weiteren Schuljahren, u. a. auf der Dubliner Alexandra School, und etlichen Jobs, die beinahe alle etwas mit Pferden zu tun hatten, stürzte sie sich Hals über Kopf in eine hoffnungslose Liaison mit einem älteren Cousin, der jedoch nach England ging und sie in großer Gefühlsverwirrung zurückließ. Wenig später wurde sie von einem Unbekannten schwanger und floh nach England, um dies zu verheimlichen. In Birmingham fand sie im letzten Kriegsjahr einen Job in einer Flugzeugfabrik. In dieser schrecklichen Zeit der Isolation fasste sie sich schließlich ein Herz, gab das Baby zur Adoption frei und ging mit dem festen Vorsatz nach London, dort ein neues Leben zu beginnen. Sie arbeitete eine Zeitlang für die chinesische Botschaft und war Gasthörerin an der Londoner Universität. 1948 heiratete sie Michael Bardwell, mit dem sie die Zwillinge Billy und Anna bekam, ließ sich jedoch fünf Jahre darauf wieder scheiden, um mit seinem Bruder Brian zusammenzuleben, dem sie die gemeinsame Tochter Jackie gebar. Nach einigen weiteren Affären bekam sie in zweiter Ehe mit Finton McLachlan ab 1959 weitere drei Söhne. Ihr Leben war geprägt von Krieg und Armut, von Demütigung und Einsamkeit, von Brutalität, Chaos und gebrochenen Herzen – aber auch von unverhofftem literarischen Erfolg, von den wilden Pariser Jahren, dem Leben in der Bohème Sohos und interessanten Künstlerfreundschaften wie beispielsweise zu den Literaten Patrick Kavanagh, George Barker und John Jordan.

## Werk und Wirkung
Leland Bardwell veröffentlichte fünf Romane, ihr letzter, Mother to a Stranger (Mutter eines Fremden), wurde in Deutschland zum Bestseller. Ebenfalls in Deutschland erschienen sind die Kurzgeschichtensammlung Different Kinds of Love (Zeit vertreibt Liebe) und der Roman The House (Das Haus). Unzählige ihrer Hörspiele wurden im irischen Rundfunk ausgestrahlt; zudem erschienen von ihr vier Bühnenwerke und fünf Gedichtbände. 1993 erhielt Bardwell den Marten Toonder Award für Literatur. Sie war Mitherausgeberin des etablierten Literaturmagazins Cyphers und Mitglied der Künstlervereinigung Aosdána. Zuletzt lebte sie im irischen County Sligo.

### Originalausgaben

#### Lyrik
- The Mad Cyclist. New Writers’ Press, 1970.
- The Fly and the Bed Bug. Beaver Row Press, 1984.
- Dostoevsky’s Grave: Selected Poems. Dedalus Press, 1991.
- The White Beach: New and Selected Poems, 1960–1998. Salmon Publishing, 1998.
- The Noise of Masonry Settling. Dedalus Press, 2005.

#### Romane
- Girl on a Bicycle. Irish Writers Co-operative, 1977.
- That London Winter. Co-op Books, 1981.
- The House. Brandon, 1984.
- There We Have Been. Attic Press, 1989.
- Mother to a Stranger. Blackstaff Press, 2002.

#### Kurzgeschichtensammlung
- Different Kinds of Love. Attic Press, 1987.

#### Autobiografie
- A Restless Life. Liberties Press, 2008.

#### Dramen
- Thursday. Trinity College, Dublin 1972.
- Open Ended Prescription. Peaock Theatre, Dublin 1979.
- No regret: The Life of Edith Piaf. Olympia Theatre, Dublin 1985.
- Jocasta. Hawk’s Well Theatre Company, Sligo 2000.
- Hörspiele für RTÉ and BBC

#### Unselbständige Veröffentlichungen
- Sninda. In: Ms. Muffet and Others: A Funny, Sassy, Heretical Collection of Feminist Fairytales. Attic Press, 1986.
- Leland Bardwell et al. (Hrsg.): The Anthology. Modern Irish Fiction. Co-op Books, 1982.